# Lanová dráha Radlická – Dívčí hrady
Lanová dráha Radlická – Dívčí hrady v Praze-Radlicích (městská část Praha 5) je předmětem záměru, který se v roce 2009 objevil v konceptu nového územního plánu hlavního města Prahy. Zpřístupnila by pláň Dívčích hradů od stanice metra a konečné tramvaje, horní stanice je navržena u východního okraje plánovaného nového kampusu Univerzity Karlovy, zároveň by zpřístupňovala pro rekreaci východní část pláně Dívčích hradů. Měla by být provozována v rámci systému MHD. Typ lanové dráhy zatím není stanoven, spíše by měla být visutá.

## Historie záměru
Lanovka o délce 950 metrů se koncem roku 2009 objevila v konceptu nového územního plánu hlavního města Prahy. Přitom není určeno, zda by mělo jít o pozemní nebo visutou lanovku, pracovnice Útvaru rozvoje hlavního města Prahy (ÚRM) však předpokládá, že by mělo jít spíše o visutou. Podle představitele ÚRM se jedná o jakousi formu územní rezervy a je možné, že lanovka nikdy nevznikne.
Podle tvrzení mluvčího městské části Praha 5 Radovana Myslíka z října 2009 se městská část o návrhu lanovky dozvěděla teprve z konceptu územního plánu a rozhodně tento návrh neiniciovala a ani o něm nediskutuje. Obvodní zastupitel Lukáš Budín označil projekt za zbytečné plýtvání, protože Praha není vysokohorské středisko.
Podle týdeníku Sedmička vyvolal záměr mezi obyvateli překvapení a nesouhlas; obyvatelé se obávají, že to je první krok ke vzniku obytného komplexu a poškodí jednu z posledních lokalit v Praze, která je netknuta urbanizací. Praha 5 se údajně již delší dobu snaží prosadit zastavění pláně Dívčích hradů, web Aktuálně.cz přisuzuje tyto snahy starostovi Milanu Jančíkovi. Zástupkyně ÚRM Pražskému deníku však řekla, že s plání územní plán počítá jako s krajinářsky hodnotnou oblastí pro krátkodobou rekreaci. V oblasti západně od horní stanice lanovky má vzniknout rozsáhlý nový kampus Univerzity Karlovy.